# شیشیدو (شمشیرزن)
شیشیدو (به ژاپنی: 宍戸 Shishido); ۱ ژانویهٔ ۱۶۰۰ – ۱ ژانویهٔ ۱۶۰۷)یک شمشیرباز ژاپنی که گمان می‌رود در سال‌های اولیه دوره ادو (۱۶۰۳–۱۸۶۸) فعال بوده است.